# چابوت ۱۲۶۷۵
سیارک ۱۲۶۷۵ (به انگلیسی: 12675 Chabot، نامگذاری:1980TA4) دوازده هزار و ششصد و هفتاد و پنجمین سیارک کشف شده‌است که در ۹ اکتبر ۱۹۸۰ کشف شد.
قدر مطلق سیارک برابر ۱۳٫۳۰ است.